# 比哥斯
比哥斯（Bigos），又被稱為獵人燉肉，是一種流行於波蘭、立陶宛、白俄羅斯和烏克蘭的代表性菜餚。
比哥斯的做法是將切好的高麗菜、德國酸菜和肉類及炒過的洋蔥、香菇一起燉煮，時間長達2至3天。比哥斯被譽為是波蘭的國菜。